# Rostrozetes foveolatus
Rostrozetes foveolatus är en kvalsterart som beskrevs av Sellnick 1925. Rostrozetes foveolatus ingår i släktet Rostrozetes och familjen Haplozetidae. Inga underarter finns listade i Catalogue of Life.